# Nether Lands
| Recensione              | Giudizio    |
| ----------------------- | ----------- |
| AllMusic                | [ 2 ]       |
| Sputnikmusic            | 3.4 (Great) |
| Dizionario del Pop-Rock | [ 4 ]       |

Nether Lands è il quarto album discografico solista del cantautore statunitense Dan Fogelberg, pubblicato dalla casa discografica Full Moon/Epic Records nel maggio del 1977.
L'album raggiunse la tredicesima posizione (il 23 luglio 1977) della Chart Billboard 200.

## Tracce
Lato A
Testi e musiche di Dan Fogelberg.
1. Nether Lands – 5:32
2. Once Upon a Time – 3:38
3. Dancing Shoes – 3:28
4. Lessons Learned – 4:52
5. Loose Ends – 5:23

Lato B
Testi e musiche di Dan Fogelberg.
1. Love Gone By – 3:04
2. Promises Made – 3:18
3. Give Me Some Time – 3:20
4. Scarecrow's Dream – 4:10
5. Sketches – 3:32
6. False Faces – 4:52

## Musicisti
Nether Lands
- Dan Fogelberg - pianoforte, voce, arrangiamento orchestra
- Dominic Frontiere - conduttore orchestra, arrangiamento orchestra

Once Upon a Time
- Dan Fogelberg - chitarra acustica a 12 corde, chitarra Leslie
- Norbert Putnam - basso
- Kenny Buttrey - batteria
- Don Henley - armonie vocali

Dancing Shoes
- Dan Fogelberg - chitarra acustica, pianoforte, voce, finger cymbals
- Norbert Putnam - basso
- Frank Marocco - accordion
- Quartetto strumenti ad arco (arrangiamento di Norbert Putnam)

Lessons Learned
- Dan Fogelberg - chitarra acustica, chitarra elettrica, pianoforte elettrico, voce
- Norbert Putnam - basso
- Russ Kunkel - batteria, congas

Loose Ends
- Dan Fogelberg - chitarra acustica a 12 corde, chitarra ritmica elettrica, chitarra elettrica solista, pianoforte, organo a canne, chitarra slide, voce
- Norbert Putnam - basso
- Joe Walsh - chitarra ritmica elettrica
- Joe Vitali - batteria
- Don Henley - armonie vocali
- John David Souther - armonie vocali

Love Gone By
- Dan Fogelberg - pianoforte, organo, chitarra elettrica ritmica, chitarra lap steel, voce
- Norbert Putnam - basso
- Kenny Buttrey - batteria
- Joe Lala - congas
- Don Henley - armonie vocali

Promises Made
- Dan Fogelberg - chitarra acustica, chitarra elettrica, chitarra elettrica Gretsch, chitarra solista, sintetizzatore ARP, chitarra high string, voce
- Norbert Putnam - basso
- Kenny Buttrey - batteria
- John Stronach - tamburello, maracas

Give Me Some Time
- Dan Fogelberg - chitarra classica, pianoforte elettrico, voce
- Norbert Putnam - basso
- Kenny Buttrey - batteria, percussioni
- Tim Weisberg - flauto

Scarecrow's Dream
- Dan Fogelberg - chitarra acustica, clavicembalo, pianoforte elettrico, arp string ensemble, chitarra high string, sleigh bells, voce
- Norbert Putnam - basso

Sketches
- Dan Fogelberg - pianoforte, voce
- Dominic Frontiere - arrangiamento

False Faces
- Dan Fogelberg - pianoforte, chitarra acustica, chitarra elettrica, sintetizzatore ARP, voce
- Norbert Putnam - basso
- Kenny Buttrey - batteria
- John David Souther - accompagnamento vocale-coro
- Dominic Frontiere - arrangiamento orchestra, conduttore orchestra

Note aggiuntive
- Dan Fogelberg e Norbert Putnam - produttori
- Registrazioni effettuate al: Caribou Ranch di Nederland (Colorado); The Record Plant di Los Angeles (California); Quadrafonic Sound Studios di Nashville (Tennessee); The Record Plant di Sausalito (California); North Star Studios di Boulder (Colorado)
- John Stronach - ingegnere delle registrazioni
- Jeff Guercio, Mark Guercio, John Henning, Marty Lewis, Bruce Hensal e Gary Landinsky - assistenti ingegneri delle registrazioni
- Marty Lewis - ingegnere del mixaggio
- Masterizzato da Glenn Meadows al Masterfonics Inc. di Nashville (Tennessee)
- Andy Katz - fotografia (Boulder, Colorado)
- Kosh - design album
- Dan Fogelberg - illustrazione copertina album[8]